# Phyllogonium
Phyllogonium, rod pravih mahovina smješten u vlastitu prodicu Phyllogoniaceae, dio je reda Hypnales. Priznate su tri vrste.

## Vrste
1. Phyllogonium fulgens (Hedw.) Brid.
2. Phyllogonium viride Brid.
3. Phyllogonium viscosum (P. Beauv.) Mitt.